# Charles Elijah Fish
Pour les articles homonymes, voir Fish.
Charles Elijah Fish (1854 ou 1857-1933) est un homme d'affaires et un homme politique canadien du Nouveau-Brunswick.

## Biographie
Charles Elijah Fish naît le 5 janvier 1854 ou 1857 à Newcastle, au Nouveau-Brunswick. 
Il est élu député de la circonscription de Northumberland à l'Assemblée législative du Nouveau-Brunswick du 18 février 1899 au 27 février 1903. Il est ensuite élu maire de Newscastle de 1916 à 1917 et de 1921 à 1923. Par la suite, il brigue le siège de député fédéral de la circonscription de Northumberland qu'il obtient le 29 octobre 1925 sous l'étiquette conservatrice, mais le perd dès l'année suivante face à Charles Joseph Morrissy.
Charles Elijah Fish meurt le 3 juillet 1933. 